# Rea Brändle
Rea Brändle (* 1. Mai 1953 in Neu St. Johann; † 2. September 2019 in Zürich) war eine Schweizer Journalistin und Schriftstellerin.

## Leben
Brändle ist im oberen Toggenburg aufgewachsen. Nach dem Abschluss ihres Germanistikstudiums arbeitete sie als Kulturredaktorin und Journalistin beim Zürcher Tages-Anzeiger. Bei der Herausgabe der Broschüre Die Sprache ist kein Mann, Madame der Frauengruppe der Schweizerischen Journalisten-Union (SJU, heute: comedia) im Jahr 1984 wirkte sie ebenfalls mit, denn die Gleichberechtigung der Frau war ihr wichtig. Später machte sie sich als freiberufliche Autorin selbständig.
Zusammen mit dem Historiker Mario König hat sie 2012 im Auftrag der Thurgauer Regierung eine wissenschaftlich fundierte Werkbiografie über Alfred Huggenberger erstellt. Während vieler Jahre schrieb sie regelmässig für die WOZ Die Wochenzeitung in Zürich. «In der WoZ publizierte sie 1992 eine Reportage über eine Gruppe von Wilden aus dem Feuerland, von denen 1882 im Rahmen einer Völkerschau in Zürich Fluntern fünf elendiglich gestorben waren. Für die Schweiz war das Neuland.» 2006 half Brändle in der dortigen Kulturredaktion aus.

## Werke

### Bücher
- Johannes Seluner, Findling. Eine Recherche. Limmat, Zürich 1990, ISBN 3-85791-162-X. (2., überarbeitete und erweiterte Auflage. Chronos Verlag, Zürich 2016, ISBN 978-3-0340-1340-6)
- Wildfremd, hautnah. Völkerschauen und Schauplätze Zürich 1880–1960. Rotpunkt, Zürich 1995, ISBN 3-85869-120-8. (2., überarbeitete und erweiterte Auflage. Rotpunkt, Zürich 2013, ISBN 978-3-85869-561-1)
- mit Felix Kauf und Ernst Scagnet: Die Regierung & Partner. Total verrückte Geschichte einer ganz normalen Entwicklung. Toggenburger, Wattwil 2004, ISBN 3-908166-19-5.
- 200 Jahre Theater St. Gallen. (Redaktion). (= Schweizer Theaterjahrbuch. Band 66). Theaterkulturverlag, Basel 2005, ISBN 3-908145-50-3.
- Über Giuseppe Reichmuth. Was macht einer mit so viel Talent. Offizin, Zürich 2006, ISBN 3-907496-43-4.
- Nayo Bruce. Geschichte einer afrikanischen Familie in Europa. Chronos, Zürich 2007, ISBN 978-3-0340-0868-6.
- Ammanns Vermächtnis. Aus dem Leben des Toggenburger Instrumentenmachers Ulrich Ammann, 1766–1842. Toggenburger, Wattwil 2010, ISBN 978-3-908166-47-4.
- mit Mario König: Huggenberger. Die Karriere eines Schriftstellers. Verlag des Historischen Vereins des Kantons Thurgau, Frauenfeld 2012, ISBN 978-3-9522896-8-6.
- «Wilde, die sich hier sehen lassen». Jahrmarkt, frühe Völkerschauen und Schaustellerei. Herausgegeben von Andreas  Bürgi und mit einem Vorwort von Hilke Thode-Arora, Chronos Verlag, Zürich 2023.

### Theaterstücke
- Ammanns Vermächtnis. UA: Alt St. Johann 2002
- Herr Stauss malt an einem Bild und unser Haus ist auch drauf. UA: Lichtensteig 2009

### Film, TV
- Emil Zbinden (mit Karl Jost und Peter Münger)
- Johannes Seluner. Fernsehen DRS 1994